# Ateloglutus nitens
Ateloglutus nitens là một loài ruồi trong họ Tachinidae.